# سيدا أزنافور
سيدا أزنافور (بالفرنسية: Seda Aznavour)‏ هي مغنية وممثلة أمريكية وفرنسية، ولدت في 21 مايو 1947 بباريس في فرنسا.

## وصلات خارجية
- سيدا أزنافور على موقع IMDb (الإنجليزية)
- سيدا أزنافور على موقع ألو سيني (الفرنسية)
- سيدا أزنافور على موقع ميوزك برينز (الإنجليزية)
- سيدا أزنافور على موقع ديسكوغز (الإنجليزية)